# Аорта

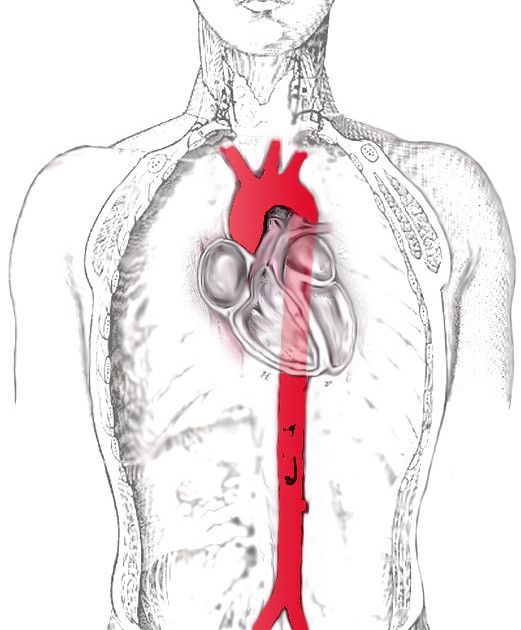
Схема розташування аорти людини.

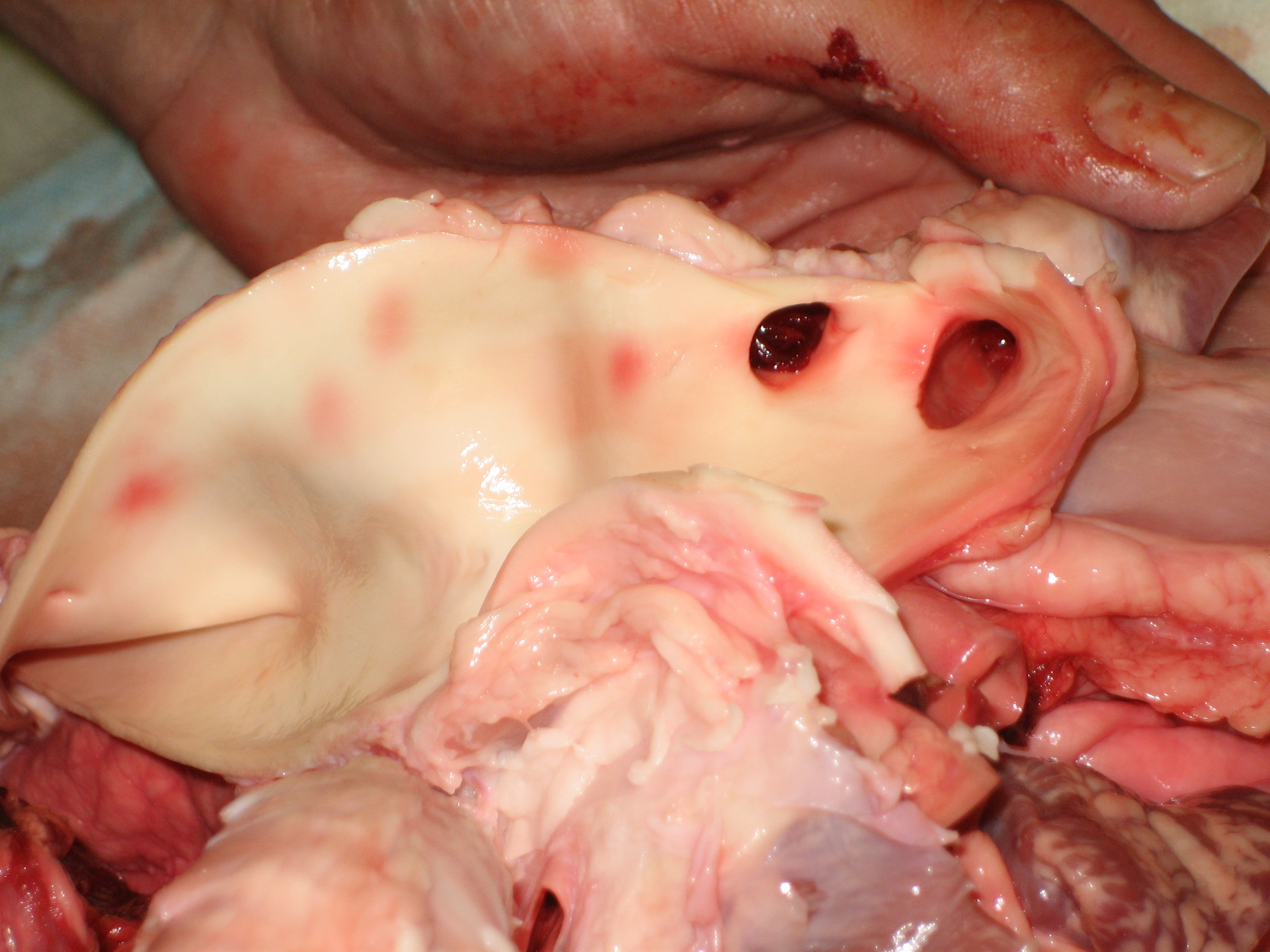
Аорта свині на розрізі.

Ао́рта (грец. αορτη) — головна артерія кровоносної системи, що виходить з лівого шлуночка серця. Постачає артеріальною (збагаченою киснем) кров'ю всі тканини й органи.

## Анатомія
У людини аорта починається від лівого шлуночка серця, при виході з серця колбоподібно розширюється — в цьому місці аорта має клапани півмісячної форми, що перешкоджають поверненню виштовхнутої крові до серця. Від серця аорта піднімається вгору (висхідна аорти), після чого загинається дугоподібно назад (дуга аорти) і на рівні 4-го грудного хребця переходить у низхідну аорти (грудна, а нижче діафрагми — черевна аорти). На рівні 4—5-го поперекового хребця низхідна аорта розділяється на праву та ліву загальні клубові артерії, які переходять у стегнові. Від дуги аорти відходять плечо-головний стовбур, ліва загальна сонна та ліва підключична артерії; від грудної аорти — міжреберні та інші артерії; від черевної аорти — черевна, брижові, ниркові та інші артерії.

## Аорта у тварин
Безхребетні тварини мають 2—4 аорти, сполучені між собою бічними судинними дугами. У риб, що мають 2 аорти кров від серця надходить по черевній аорті до зябер, звідки по спинній аорті та її відгалуженнях розходиться по всьому тілу. Наземні хребетні мають одну аорту. В птахів та плазунів в онтогенезі зберігається лише права дуга аорти) у ссавців та земноводних лише ліва. Аорта розгалужується й утворює артерії, що постачають кров'ю всі органи тіла, крім легень.

## Історичні нотатки
Термін походить від латинського aorta, що взяте з грецької aortē (ἀορτή), від aeirō, «піднімаю, здіймаю» (ἀείρω). Його вперше вжив Аристотель, описуючи її як ніби «підвішену» над серцем.
Функція аорти також задокументована в Талмуді, як одна з трьох основних судин, що входять у серце або виходять з нього, і її пошкодження спричинює смерть.[джерело?]